# Lebung Batang
Lebung Batang is een bestuurslaag in het regentschap Ogan Komering Ilir van de provincie Zuid-Sumatra, Indonesië. Lebung Batang telt 959 inwoners (volkstelling 2010).